# 128 (numero)
Centoventotto è il numero naturale che segue il 127 e precede il 129.

## Proprietà matematiche
- È un numero pari.
- È un numero composto con 8 divisori: 1, 2, 4, 8, 16, 32, 64, 128. Poiché la somma dei divisori è 127 < 128, è un numero difettivo.
- È la potenza settima di 2.
- È il numero di vertici dell'etteratto.
- È un numero rifattorizzabile, essendo divisibile per il numero dei suoi divisori.
- È un numero potente.
- In base 10, è divisibile per il prodotto delle sue cifre.
- È parte delle terne pitagoriche (96, 128, 160), (128, 240, 272), (128, 504, 520), (128, 1020, 1028), (128, 2046, 2050), (128, 4095, 4097).
- È un numero palindromo e un numero ondulante nel sistema di numerazione posizionale a base 7 (242).
- È un numero pratico.
- È un numero di Friedman nel sistema numerico decimale.
- È un numero odioso.

## Astronomia
- 128P/Shoemaker-Holt è una cometa periodica del sistema solare.
- 128 Nemesis è un asteroide della fascia principale del sistema solare.

## Astronautica
- Cosmos 128 è un satellite artificiale russo.

## Chimica
- È il numero atomico dell'Unbioctio (Ubo), nome sistematico dell'elemento, temporaneamente assegnato dalla IUPAC.

## Informatica
- 128 bit è una larghezza comune delle variabili.